# Petrus Hispanus
Petrus Hispanus, siglo XIII, (en latín, traducido habitualmente como Pedro Hispano, menos frecuentemente como Pedro de España) es el nombre con el que se conoce al autor del Tractatus, más tarde conocido como Summulae logicalis magistri Petri Hispani, un importante manual de lógica que se utilizó en las universidades europeas desde el siglo XIII hasta el XVII. También le han sido atribuidas un buen número de obras sobre medicina, y otro volumen de lógica: el Sincategoreumata. Gozó de gran difusión una versión interpolada del Tractatus denominada Summulæ logicales magistri Petri Hispani (citado habitualmente como Summulæ logicales o Summularum), que es la que fue utilizada por Buridán. El gran número de copias manuscritas e impresas de sus obras es un buen indicador de su éxito en la Baja Edad Media y el comienzo de la Moderna.

## Identidad
La verdadera identidad de Petrus Hispanus sigue siendo debatida. La palabra Hispanus es el gentilicio de Hispania, término que designa a toda la península ibérica, con lo que su origen puede localizarse en cualquiera de los reinos cristianos peninsulares. Algunas atribuciones se centran en la Corona de Castilla, otras en el reino de Navarra y, con mayor frecuencia, en el reino de Portugal.
Según estas últimas, se identificaría con Pedro Julião (ca. 1215–1277), un médico portugués también conocido como Petrus Hispanus, discípulo de William of Shireswood (Guillermo de Shireswood o Guillermo de Sherwood (1200–1271) — Introductiones in logicam), maestro de artes en la Universidad de París, profesor en Siena, arzobispo de Braga y por último, elegido papa en 1276 con el nombre de Juan XXI.
Otras teorías del siglo XV apuntan a un tal Petrus Ferrandi Hispanus (que murió entre 1254 y 1259), o a un dominico del finales del siglo XIII y principios del siglo XIV.

## ElTractatus

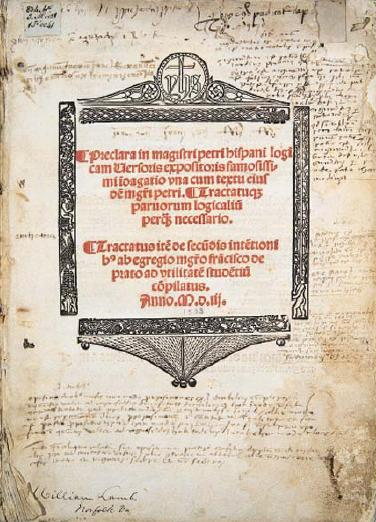
Tractatus de Pedro Hispano

El título antiguo del texto es Tractatus, aunque posteriormente fue conocido como Summulae Logices. La obra se puede dividir en dos partes, la primera de las cuales es la logica antiquorum y contiene los siguientes tratados:
- De introductionibus (tratado I).
- De predicabilibus (tratado II).
- De predicamentis (tratado III).
- De sillogismis (tratado IV).
- De locis (tratado V).
- De fallaciis (tratado VII).

La segunda parte corresponde a la logica modernorum, que discute las propiedades de los términos y contiene los siguientes tratados:
- De suppositionibus (tratado VI).
- De relativis (tratado VIII).
- De ampliationibus (tratado IX).
- De appellationibus (tratado X).
- De restrictionibus (tratado XI).
- De distributionibus (tratado XII).

Puede apreciarse que el tratado de suppositionibus correspondería a la logica antiqua, mientras que el de fallaciis a la logica moderna, pero que se encuentran en un orden incorrecto, aparentemente, que es seguido por los más importantes manuscritos. Al respecto, De Rijk apunta:
Sin embargo, si pensamos en el uso específico del tratado de las suposiciones para la solución de los enredos sofísticos, el orden de nuestro tratado [i. e. de suppositionibus], como lo da el manuscrito de Aviñon 311, se vuelve muy natural.
La obra fue muy popular y tuvo varias ediciones y comentarios a lo largo de la Edad Media, donde destacan el de Simón de Faversham, Roberto Anglicus, Guillermo Arnaldi, Juan Versor, Lamberto de Heerenberg, Gerardo de Hardewijk, Arnoldo de Tongeren, Pedro Tartareto, Juan de Magistris, Juan Buridan, Marsilio de Inghen y Tomás de Mercado.

Es de particular interés, como parte del desarrollo de la lógica medieval, el tratado de suppositionibus, que, según Philotheus Boehner:
[...] [E]stamos convencidos que de raíz la teoría de la suposición es comparable con la moderna teoría de la referencia o con el cálculo funcional de primer orden; la comparación se torna complicada, ya que la lógica moderna utiliza un lengua artificial mientras que los escolásticos aplicaron su análisis a un lenguaje "natural" y hablado.
No obstante, el autor afirma que la teoría todavía no estaba en su máximo desarrollo en la época de Pedro Hispano. A pesar de estos detalles, el Tractatus fue muy popular por su claridad y síntesis.
El P. Józef Maria Bocheński, O.P., publicó una edición crítica de las Summulae logicalis en 1947: Petri Hispani Summulae logicales (ed. crítica. Turín, 1947).